# Спасо-Преображенский собор Мирожского монастыря
Спасо-Преображенский собор — недействующий православный храм в Пскове, самый древний сохранившийся храм Мирожского монастыря и города. Построен в XII веке по заказу архиепископа Новгородского Нифонта. Знаменит своими фресками XII века.
Ныне занят музеем, Православной церкви не принадлежит. Богослужения в Спасо-Преображенском храме проводятся братией монастыря только в определённые праздничные дни.

## История и архитектура
Собор выстроен из плинфы и камня до 1156 года. Это крестово-купольный храм, имеющий уникальный для древнерусского искусства архитектурный тип. Центральный объём здания имеет форму равноконечного креста (восточная ветвь его полукруглая, так как заканчивается алтарной апсидой), к которому по углам примыкают низкие компартименты: два прямоугольных с запада и две малые апсиды с востока. Таким образом, первоначально храм имел снаружи чётко выраженную крестообразную форму. В интерьере центральное крестообразное пространство соединялось с угловыми только небольшими проходами. Однако уже в процессе первоначального строительства были добавлены надстройки над западными углами. Позднее храм был перестроен и его форма утратила первоначальный замысел. Архитектурный тип собора послужил образцом для собора Рождества Пресвятой Богородицы Снетогорского монастыря. Храм является одним из лучших примеров русской архитектуры домонгольского периода.

## Фрески
Собор был расписан сверху донизу в 1130-х и 1140-х годах неизвестными мастерами, выходцами из Греции. Уникальность фресок — в высоком художественном качестве, в продуманной иконографической концепции, а также в том, что сохранился практически весь комплекс росписей. По стилю они не имеют хронологических аналогов в России и напоминают византийские мозаики в некоторых храмах Сицилии того же XII века.

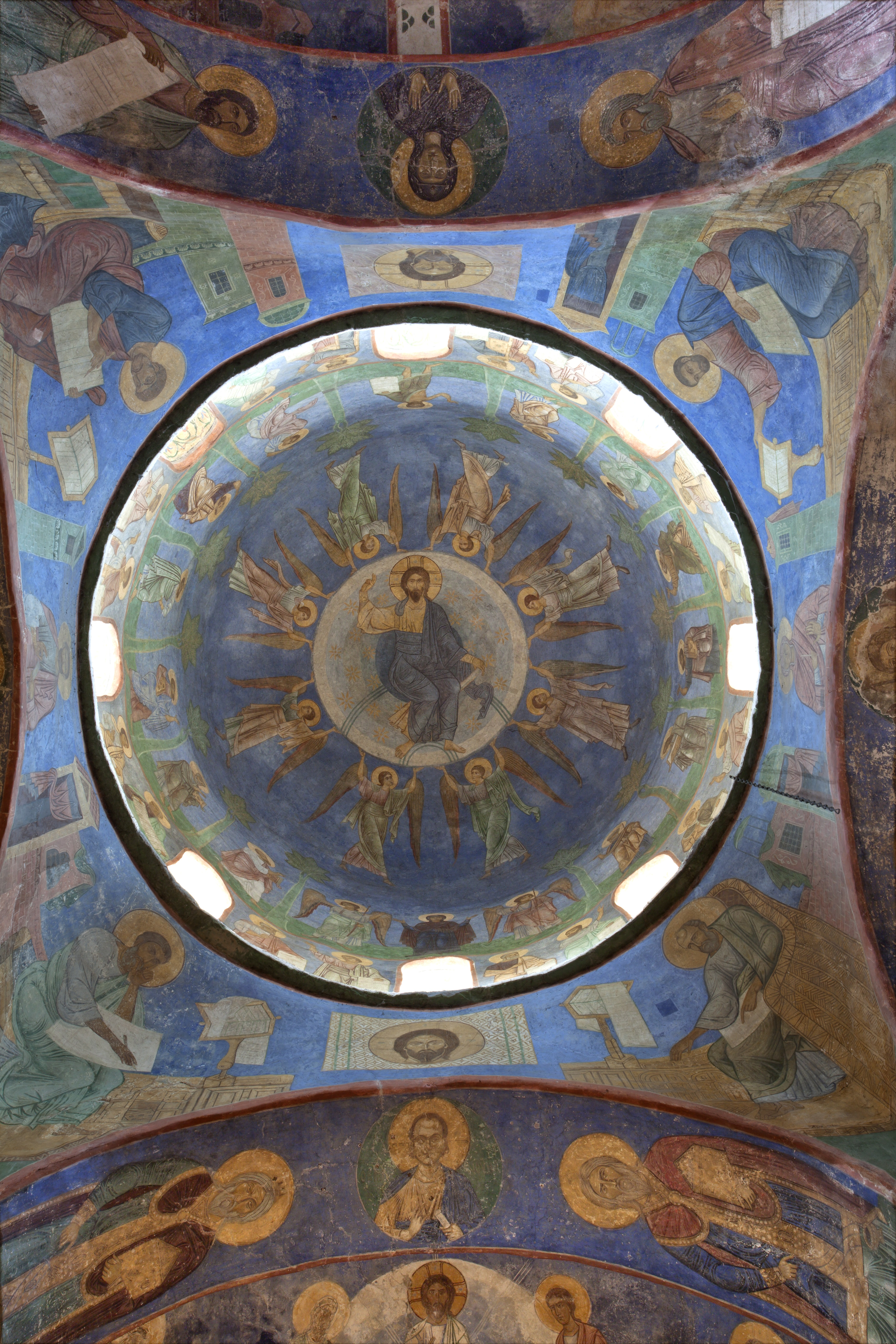
Вознесение Господне.
Роспись купола собора

Центральное положение в композиции занимает тема соединения в Боге-Сыне божественной и человеческой природы и Его искупительной жертвы, её раскрытию подчинены все узловые моменты храмовой декорации. Кульминационными в композиции являются Деисус в конхе алтаря и гигантское купольное Вознесение. Тема искупительной жертвы определяет содержание сводов и люнетов храма. Среди этой группы фресок особенно выделяется «Оплакивание Христа» (на северной стене). Третий сверху регистр посвящён чудесам Христа. Два нижних регистра росписей основного объёма отведены под фигуры святых пророков, воинов, пресвитеров, монахов и т. д. Надписи (на греческом языке) редки, вследствие чего подавляющее большинство образов не идентифицировано. Среди идентифицированных воины Сергий и Вакх, целители Пантелеимон, Кир и Иоанн, (редко изображаемые) мученики Ромул и Евдокий, персидские святые Акепсим, Аифал и Иосиф, преподобные Никон и Ефросин и др.
В XVII веке фрески были забелены, что счастливым образом способствовало их спасению. О существовании фресок узнали в 1856 году, когда в ходе ремонта собора под обвалившимися участками побелки открылись фрагменты росписи. Стараниями Владимира Васильевича Суслова и его учеников они были открыты из-под штукатурки в конце XIX века. Потёртость красочных слоёв и отдельные утраченные участки не устраивали духовенство монастыря и указом Синода Суслов был отстранён от реставрации и финансирование работ прекращено.
В 1896 году губернский предводитель дворянства Николай Новосильцев просил обер-прокурора Синода Константина Победоносцева ходатайствовать о продолжении работ и 2 августа 1897 года император разрешил их за счёт средств Синода. В мае 1898 года, прибывший в Псков директор Петербургского археологического института профессор Николай Покровский сделал доклад о мирожских фресках и Псковское археологическое общество решило «ходатайствовать о сохранении фресок в полной неприкосновенности». Для «восстановления» фресок была нанята артель владимирских иконописцев под руководством Н. М. Сафонова, которая в 1900—1901 годах промыла древние росписи, а затем переписала их «в древнем стиле», сохраняя лишь древнюю иконографию сюжетов; 27 августа 1902 года состоялось освящение храма.
Новое раскрытие фресок началось в 1920-х годах, но и по сей день примерно половина площади уникального фрескового ансамбля находится под ремесленным поновлением 1901 года.

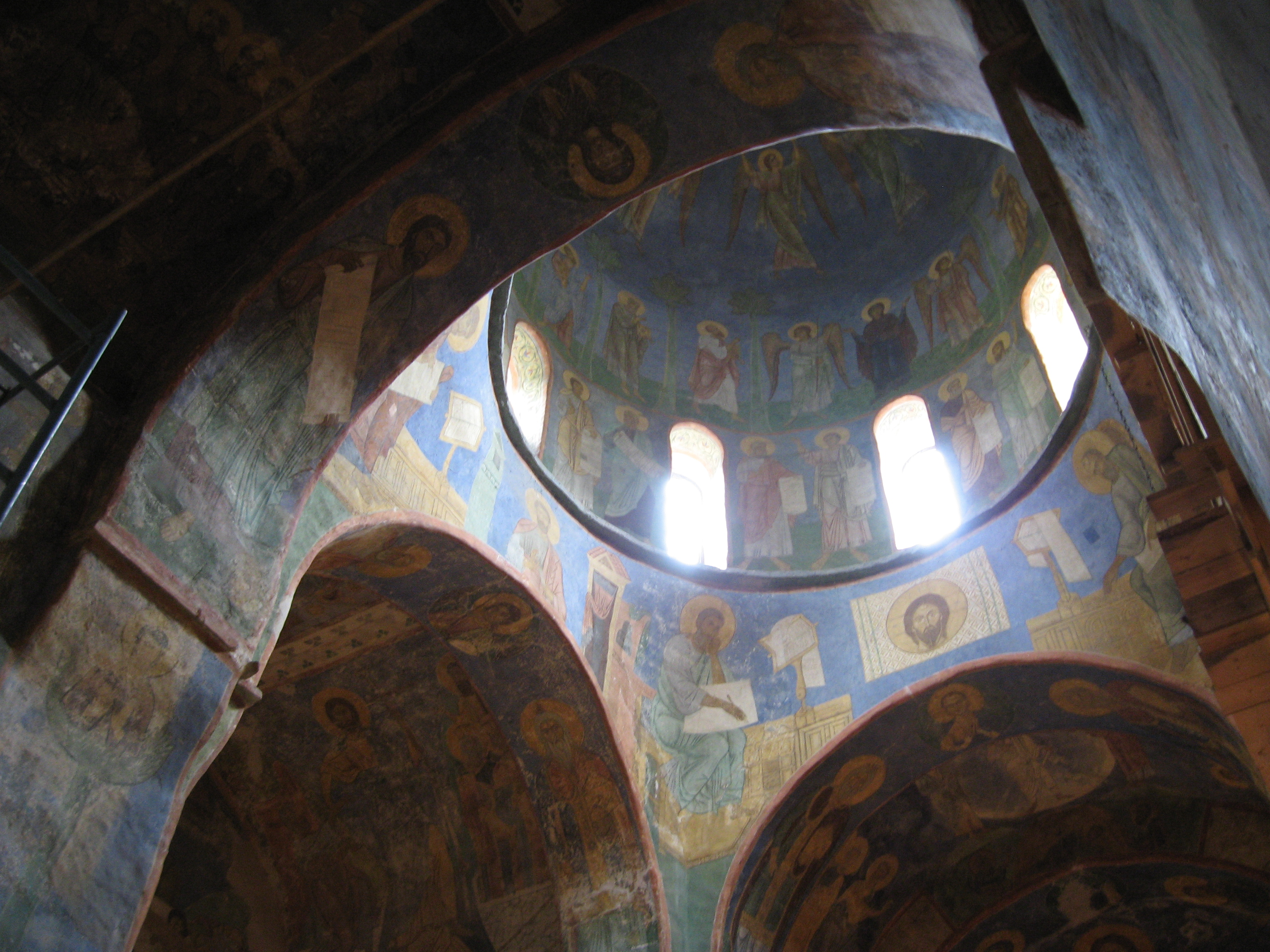
Роспись сводов и барабана
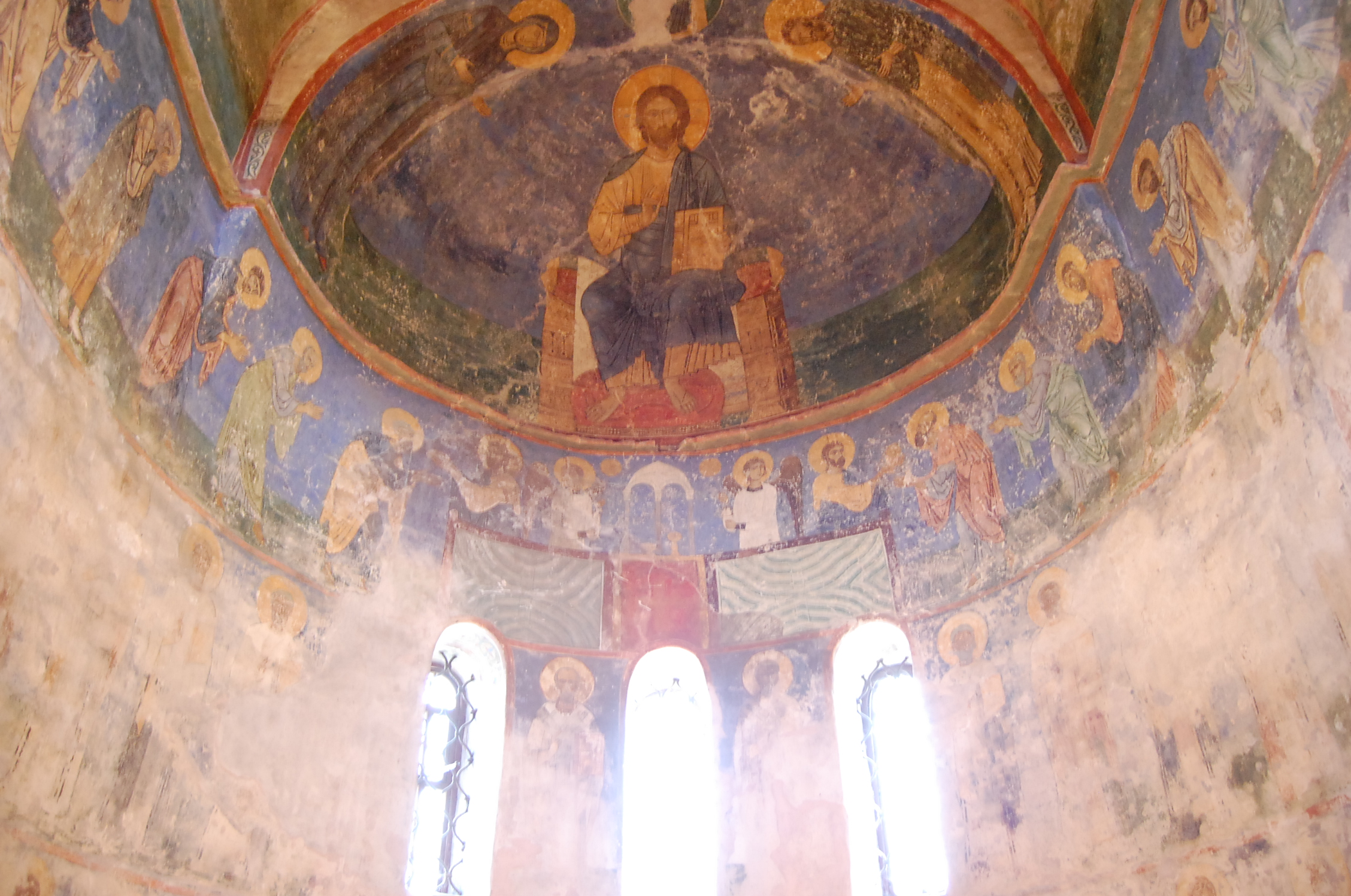
Деисус и евхаристия. Роспись апсиды
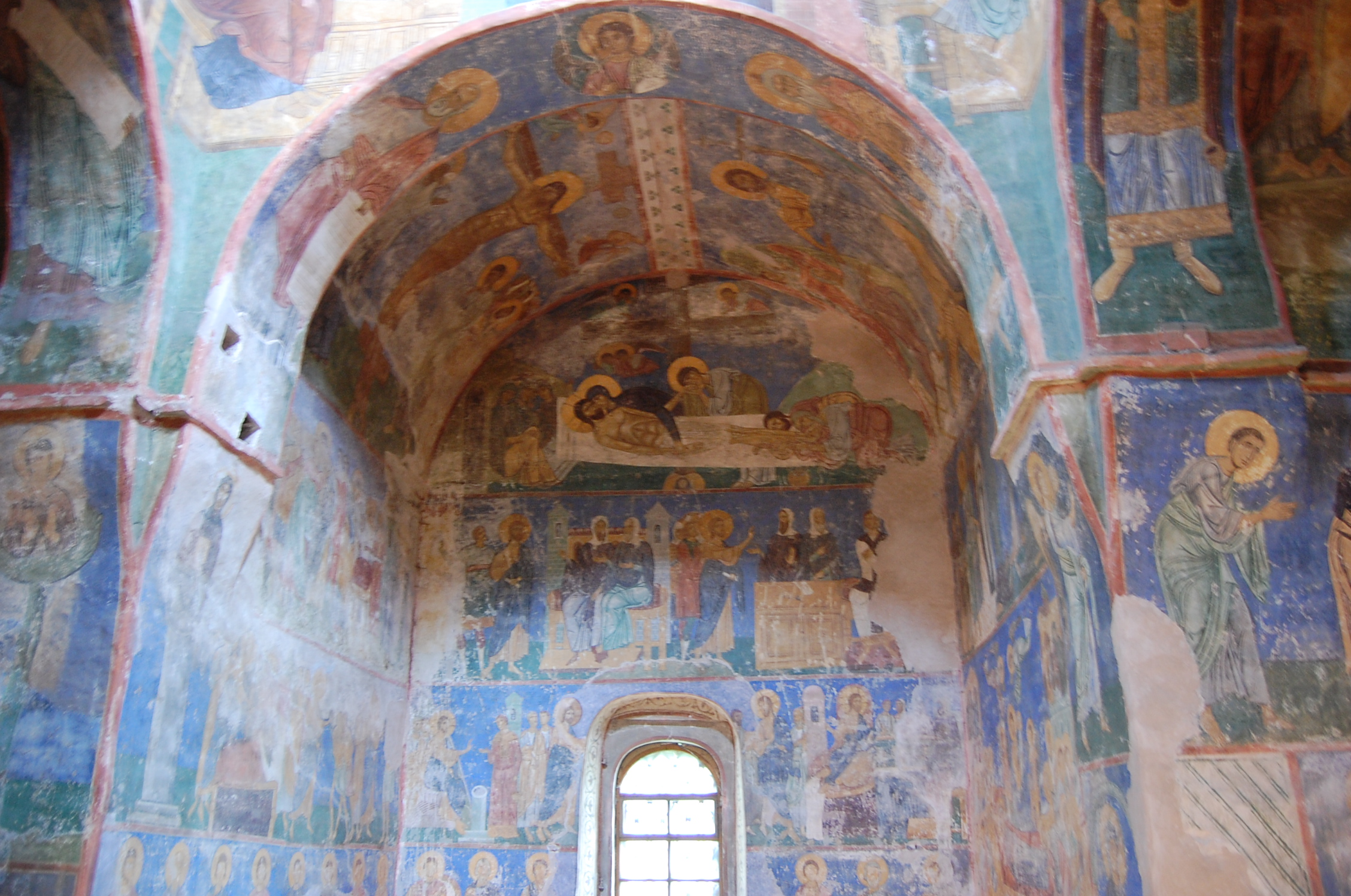
Роспись северной стороны
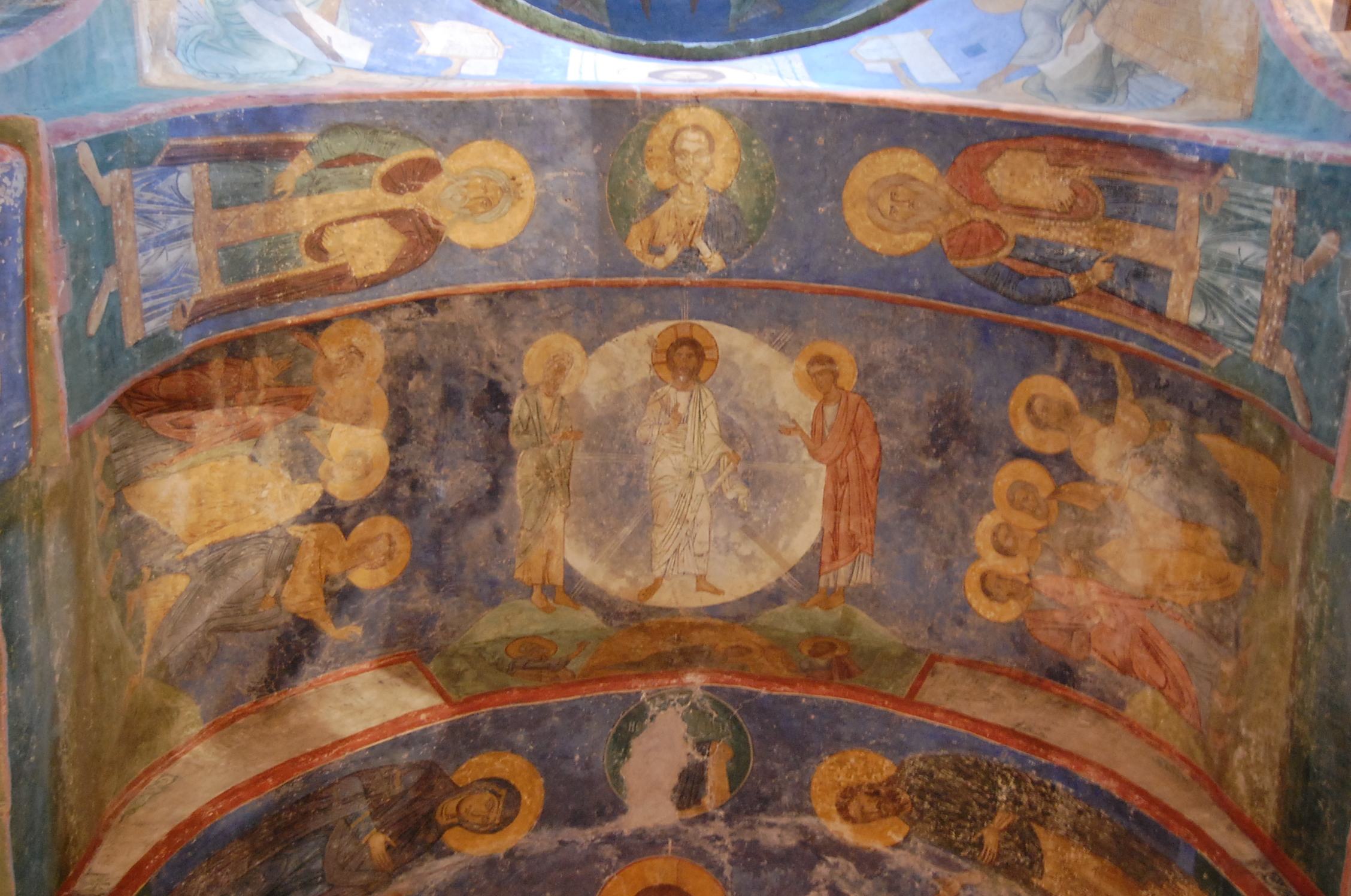
Роспись восточной стороны
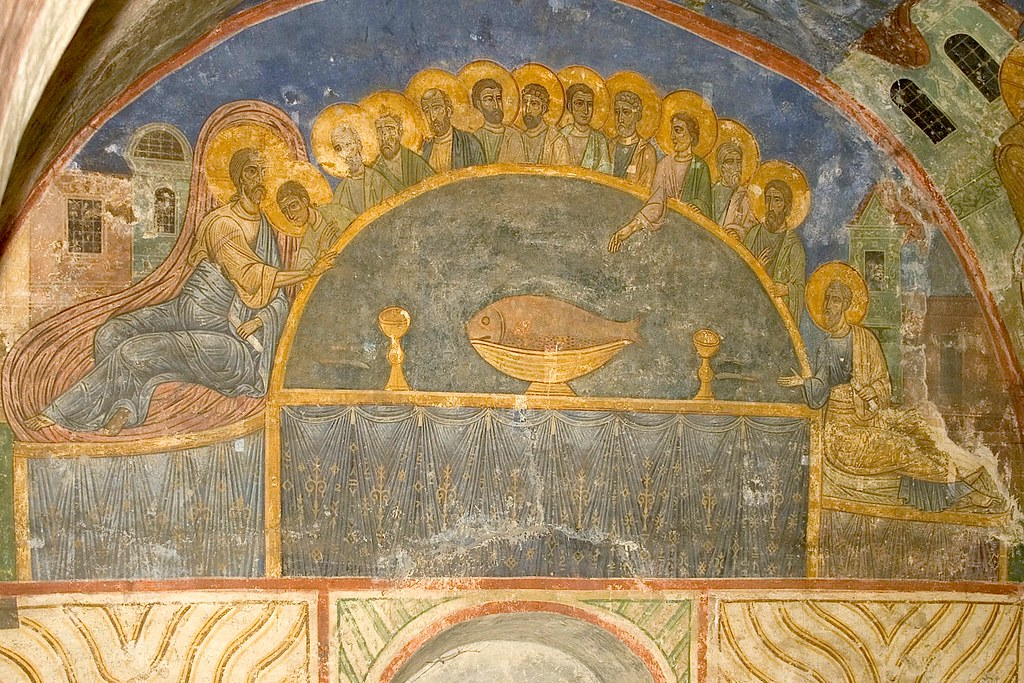
Евхаристическая вечеря. Фреска на западной стене

## Правовое положение
Решением 43-й сессии комитета всемирного наследия ЮНЕСКО 7 июля 2019 года внесён в список всемирного наследия ЮНЕСКО (в списке храмов псковской архитектурной школы).